# Clive Barker

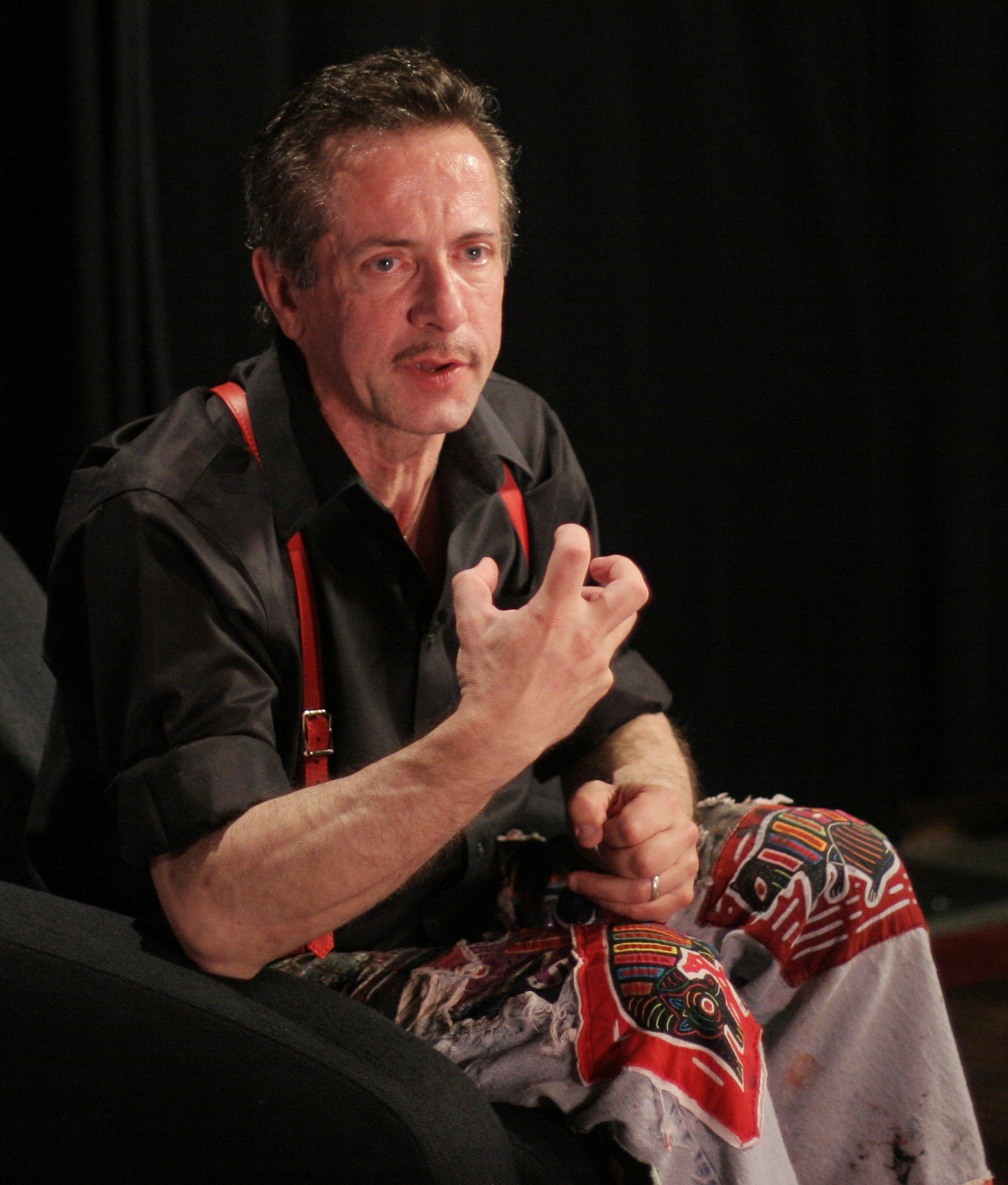
Clive Barker 2007 im Sci Fi Museum in Seattle

Clive Barker (* 5. Oktober 1952 in Liverpool) ist ein britischer Schriftsteller, Graphiker, Maler und Regisseur des Horror- und Fantasygenres. Zuletzt verfasste er vermehrt Jugendbücher. Barker lebt seit Jahren in Los Angeles.

## Biografie

### Die Anfänge
Schon in seiner Schulzeit erdachte sich Barker kleine Theaterstücke, in denen er als Darsteller und Spielleiter mitwirkte. Häufig waren seine Werke komödiantisch und/oder düster gestaltet.
Während seiner Studienzeit an der Universität von Liverpool gründete er die Theatergruppe Dog Company, die nach einem seiner Stücke benannt war. In dieser Gruppe, die hauptsächlich aus Barkers Freundeskreis bestand, war er als Regisseur und Gestalter tätig. Als junger Erwachsener besuchte Clive Barker häufig einen Filmclub in seiner Heimatstadt Liverpool, in diesem Verein entdeckte er für sich Filme wie Chelsea Girls von Pop-Art-Künstler Andy Warhol und Flesh von Paul Morrissey sowie die Werke von Kenneth Anger, die ihn nachhaltig prägten. Unter dem Einfluss solcher Untergrundfilme, die ihm vor Augen führten, dass man mit einfachen Mitteln großartige Kunstwerke erschaffen kann, entschloss sich Barker, selbst zur Kamera zu greifen. 1975 begann er mit der Arbeit an dem Experimentalfilm The Forbidden, mit dem er eine faustische Parabel zu verwirklichen versuchte. The Forbidden blieb vorerst unvollständig, bis er einige Zeit später als neu überarbeitete Fassung zusammen mit seinem zweiten Kurzfilm Salomé, der lose auf dem gleichnamigen Drama von Schriftsteller Oscar Wilde basiert, auf Video erschien. In Bezug auf Machart und Bildästhetik ähneln die beiden Kurzfilme vergleichbar gearteten Filmen wie Eraserhead von David Lynch und Begotten von E. Elias Merhige. Um seine persönliche Gedankenwelt anzuregen, dient Barker die Bibel als unversiegbare Inspirationsquelle.
Nachdem sich die Dog Company nach fünfjähriger Zusammenarbeit aufgelöst hatte, wurde Barker als Schriftsteller tätig. In der nachfolgenden Zeit schrieb er mehrere Horrorkurzgeschichten, die 1984 im ersten Band der Bücher des Blutes veröffentlicht wurden. Seine Geschichten waren ein großartiger Erfolg und wurden mit mehreren Preisen ausgezeichnet, wie 1985 mit dem World Fantasy Award. Ebenfalls 1985 erhielt er den British Fantasy Award für In the Hills, the Cities. Nach insgesamt sechs Bänden der Bücher des Blutes verfasste Barker mit Spiel des Verderbens (The Damnation Game) seinen ersten größeren Roman, der bald ein Klassiker des Genres wurde.

### Auf Erfolgskurs
Nach den publizistischen Erfolgen schlossen sich erste Verfilmungen seiner literarischen Werke an. 1985 erschien der Horrorfilm Underworld, zu dem Barker das Drehbuch schrieb. Ein Jahr später folgte der auf einer Kurzgeschichte basierende Rawhead Rex. Da sich Barker von beiden Werken enttäuscht zeigte, übernahm er für den nächsten Film selbst die Regiearbeit. So entstand 1987 der Film Hellraiser – Das Tor zur Hölle, dessen Handlung auf der kurz zuvor fertiggestellten Novelle The Hellbound Heart basiert. Barker stand nur ein kleines Budget von etwas mehr als einer Million Dollar zur Verfügung, das er von der Produktionsfirma New World Pictures erhielt. Trotz der geringen Mittel gelang ihm ein alptraumhafter, verstörender und blutiger Horrorfilm, dessen Filmmonster Pinhead, gespielt von Schauspieler Doug Bradley, zur Ikone des modernen Horrorfilms wurde. Bei den Zensurbehörden und den Kritikern stieß das Werk zwar auf wenig Begeisterung, dem Erfolg tat dies jedoch keinen Abbruch. Die Produktionsfirma entschloss sich daraufhin, eine Fortsetzung zu drehen. Barker hatte einen weiteren Teil von Hellraiser eigentlich nicht geplant, doch da er die Rechte an dem Stoff schon abgetreten hatte, war eine Weiterführung unvermeidlich. Die Regie für Hellbound – Hellraiser II übernahm er nicht, stattdessen war er nur noch als Co-Produzent und Drehbuchschreiber aktiv.
Wenig später widmete er sich seinem zweiten Filmprojekt Cabal – Die Brut der Nacht, das jedoch aufgrund einiger Auflagen des Studios nicht nach den Wünschen Barkers realisiert werden konnte. Kurz darauf griff er ein letztes Mal in den Nachdreh zu Hellraiser III ein, da die Produktionsfirma mit dem ersten Resultat von Regisseur Anthony Hickox nicht zufrieden war. Weitere Ausflüge in das Filmgeschäft stellten die beiden Streifen Candyman’s Fluch (nach der Kurzgeschichte Das Verbotene) und Candyman 2 – Die Blutrache dar, zu denen er jeweils die Handlung entwarf. Regie führte er erst wieder bei Lord of Illusions, der 1995 nach der Kurzgeschichte Die letzte Illusion entstand. Mit Saint Sinner erschien ein weiterer Film, der auf einer Idee Barkers beruht.
Trotz seiner Ausflüge ins Horrorfilmgeschäft sieht sich Barker in erster Linie als Autor phantastischer Stoffe. Nach dem Erfolg seiner Kurzgeschichten in den Büchern des Blutes (Clive Barker’s Books of Blood), und seinen beiden ersten Romanen Spiel des Verderbens (The Damnation Game) und Cabal (Cabal) wurden die blanken Horrorelemente mit Versatzstücken der Fantasy gekreuzt. Es folgten Jenseits des Bösen (The great and the secret show) und Gyre (Weaveworld) und führte zu einem epischen Fantasywälzer, der gerne mit Tolkiens Herr der Ringe verglichen wird: Imagica (Imajica). Stadt des Bösen (Everville) ist als Fortsetzung zu Jenseits des Bösen gedacht und zweiter Teil seiner bislang unvollendeten Trilogie, der Books of the Art. In Das Sakrament (Sacrament) entfernt sich Barker von den phantastischen Motiven. Zeitgleich mit Erscheinen des Romans outet er sich als homosexuell, was dem Leser des Romans nicht verborgen bleibt. 1997 wurde der Roman mit dem Lambda Literary Award ausgezeichnet. Galileo (Galilee) ist eine aufwändige Familienchronik, die fast gänzlich ohne phantastische Motive auskommt. Barker schreibt auch Kinderbücher, Das Haus der verschwundenen Jahre (The Thief of Always) und das mehrbändige Werk Abarat. Sein Erwachsenenroman Coldheart Canyon (Coldheart Canyon – A Hollywood Ghoststory), erschienen im September 2004 in deutscher Sprache, handelt wiederum von Geistern und anderen übernatürlichen Erscheinungen, zudem fließen Barkers Erfahrungen mit der Filmindustrie mit ein. Im März 2012 gab Barker bekannt, dass er seinen Roman und den darauf basierenden Spielfilm Cabal – Die Brut der Nacht zu einer Fernsehserie ausbauen wird. 2014 wurde Fahr zur Hölle, Mister B. als „Bestes Internationales Literaturwerk“ mit dem Vincent Preis ausgezeichnet. In der gleichen Kategorie gewann Barker 2015 mit Das scharlachrote Evangelium.

## Computerspiele
Es gibt einige Computerspiele, an denen Clive Barker mitgewirkt und damit seinen Bekanntheitsgrad gerade bei der jüngeren Generation stark gesteigert hat, darunter:

### Clive Barker’s Undying
Im Frühjahr 2001 erschien ein Ego-Shooter im Horrorstil mit dem Titel Clive Barker’s Undying für den PC und Mac, der sich trotz positiver Wertungen und – für damalige Zeit – guter Technik und riesiger Außenwelt, ganz zu schweigen von der beklemmend-düsteren Atmosphäre, nur knapp 25.000 Mal weltweit verkaufte und den Publisher Electronic Arts (EA) von dem Gedanken an eine Fortsetzung abbrachte. Undying erhielt für den deutschen Markt trotz vieler Gewaltszenen eine Freigabe ab 16 Jahren.

### Demonik
Zwischenzeitlich war Clive Barker in das Projekt Demonik involviert, das jedoch 2006 eingestellt wurde. Der Third-Person-Shooter mit Horror-Szenario wurde von Terminal Reality, den Machern von BloodRayne entwickelt. Barker war einer der kreativen Köpfe hinter dem Projekt und schrieb u. a. die Geschichte. Aus finanziellen Gründen gab der Publisher Demonik auf.

### Clive Barker’s Jericho
Barker wirkte am 2007 veröffentlichten Ego-Shooter Clive Barker’s Jericho mit, der von Codemasters entwickelt wurde. Der Horror-Autor war an der Hintergrundgeschichte und am Design der Figuren beteiligt.
Die Handlung des Spiels dreht sich um eine geheimnisvolle Stadt mitten in der Wüste Afrikas. Man kann zwischen insgesamt sieben Figuren wechseln, um so teambasierte Kampfaufgaben zu lösen. Das Spiel erschien für PC, Playstation 3 und Xbox 360. Die USK verweigerte dem Spiel zuerst eine Alterseinstufung aufgrund zu brutaler Szenen, so dass eine mögliche Indizierung des Spiels durch die Bundesprüfstelle für jugendgefährdende Medien drohte. Codemasters entschied sich daraufhin, in Deutschland nur die PC-Version in unveränderter Form am 26. Oktober zu veröffentlichen, und verzichtete auf die Konsolenversionen, da dies laut Lizenzbedingungen von Sony und Microsoft nicht zulässig ist. Mittlerweile hat die BPjM die Indizierung abgelehnt, es trägt nun nach Neuprüfung durch die USK in der unzensierten, aber deutsch synchronisierten Version das USK-18-Siegel. Die Fachpresse vergab mittelmäßige Wertungen für den Horror-Shooter.

## Auszeichnungen (Auswahl)
- 1985: World Fantasy Award für Clive Barker’s Books of Blood, Vols. I-III
- 1985: British Fantasy Award für In the Hills, the Cities
- 1986: British Fantasy Award für The Forbidden
- 1995: World Horror Grandmaster
- 1996: International Horror Guild Award als „Living Legend“
- 1997: Lambda Literary Award für Sacrament
- 1998: Grand Prix de l’Imaginaire für Imajica
- 1999: Lambda Literary Award für Galilee
- 2003: International Horror Guild Award für Abarat
- 2005: Bram Stoker Award für Abarat: Days of Magic, Nights of War
- 2006: International Horror Guild Award für die Ausstellung Visions of Heaven and Hell
- 2013: Bram Stoker Award – für das Lebenswerk

## Literarische Werke
- Books of Blood, Volume I, Sphere 1984, ISBN 0-7221-1412-5
  - Das erste Buch des Blutes, Droemer Knaur 1987, ISBN 3-426-19185-7
- Books of Blood, Volume II, Sphere 1984, ISBN 0-7221-1413-3
  - Das zweite Buch des Blutes, Droemer Knaur 1987, ISBN 3-426-19208-X
- Books of Blood, Volume III, Sphere 1984, ISBN 0-7221-1414-1
  - Das dritte Buch des Blutes, Droemer Knaur 1988, Übersetzer Peter Kobbe, ISBN 3-426-19229-2
- Books of Blood, Volume IV, Sphere 1985, ISBN 0-7221-1373-0
  - Das Vierte Buch des Blutes, Droemer Knaur 1991, Übersetzer Peter Kobbe, ISBN 3-426-01849-7
- Books of Blood, Volume V, Sphere 1985, ISBN 0-7221-1374-9
  - Das Fünfte Buch des Blutes, Droemer Knaur 1991, Übersetzer Peter Kobbe, ISBN 3-426-01850-0
- Books of Blood, Volume VI, Sphere 1985, ISBN 0-7221-1375-7
  - Das Sechste Buch des Blutes, Droemer Knaur 1991, Übersetzer Joachim Körber, ISBN 3-426-01851-9
- The Damnation Game, Weidenfeld & Nicolson 1985, ISBN 0-297-78789-6
  - Spiel des Verderbens, Droemer Knaur 1987, Übersetzer Joachim Körber, ISBN 3-426-01800-4
- Weaveworld, Collins 1987, ISBN 0-00-223254-5
  - Gyre, Heyne 1992, Übersetzer Joachim Körber, ISBN 3-453-05337-0
  - Gewebte Welt, Edition Phantasia 2008, Übersetzer Joachim Körber, ISBN 978-3-937897-32-5
- Cabal, Poseidon Press 1988, ISBN 0-671-62688-4
  - Cabal, Heyne 1989, Übersetzer Joachim Körber, ISBN 3-453-03626-3
- The Great and Secret Show: The First Book of „The Art“, Collins 1989, ISBN 0-00-223453-X
  - Jenseits des Bösen, Heyne 1990, Übersetzer Joachim Körber, ISBN 3-453-04231-X
- The Fifth Dominion, HarperCollins 1991, ISBN 0-06-017922-8
  - Imagica, Heyne 1994, Übersetzer Andreas Brandhorst, ISBN 3-453-08206-0
- The Hellbound Heart, Fontana 1986, ISBN 0-00-647065-3
  - Das Tor zur Hölle : „Hellraiser“, Heyne 1992, Übersetzerin Ute Thiemann, ISBN 3-453-05291-9
- The Thief of Always, HarperCollins 1992, ISBN 0-06-017724-1
  - Das Haus der verschwundenen Jahre, Heyne 1995, Übersetzerin Eva L. Wahser, ISBN 3-453-08699-6
- Everville: The Second Book of „The Art“, HarperCollins (UK) 1994, ISBN 0-00-223985-X
  - Stadt des Bösen, Heyne 1995, Übersetzer Joachim Körber, ISBN 3-453-08914-6
- Incarnations – Three Plays by Clive Barker, HarperPrism 1995, ISBN 0-06-105244-2
  - Offenbarungen
- Sacrament, HarperCollins 1996, ISBN 0-06-017949-X
  - Das Sakrament, Heyne 1999, Übersetzer Thomas Hag, ISBN 3-453-13698-5
- Forms of Heaven – Three Plays by Clive Barker, HarperPrism 1996, ISBN 0-06-105270-1
- Galilee – A Romance, HarperCollins (UK) 1998, ISBN 0-00-223560-9
  - Galileo, Heyne 2000, Übersetzerin Waltraud Götting, ISBN 3-453-17425-9
- The Essential Clive Barker: Selected Fiction, HarperCollins (UK) 1999, ISBN 0-00-224725-9
- Coldheart Canyon – A Hollywood Ghost Story, HarperCollins 2001, ISBN 0-06-018297-0
  - Coldheart Canyon, Heyne 2004, Übersetzer Peter Robert, ISBN 978-3-453-87959-1
- Abarat, HarperCollins (UK) 2002, 0-00-225952-4
  - Abarat, Heyne 2004, Übersetzer Karsten Singelmann, ISBN 978-3-453-00092-6
- Abarat: Days of Magic, Nights of War, HarperCollins (UK) 2004, ISBN 0-00-710045-0
  - Abarat – Tage der Wunder, Nächte des Zorns, Heyne 2005, Übersetzer Karsten Singelmann, ISBN 978-3-453-00127-5
- Visions of Heaven and Hell, Rizzoli New York 2005, ISBN 0-8478-2737-2 (Artbook)
- The Adventures of Mr Maximillian Bacchus and His Travelling Circus, Bad Moon Books 2009, ISBN 978-0-9821546-1-8
- Mister B. Gone, Harper Voyager (UK) 2007, ISBN 978-0-00-726261-8
  - Fahr zur Hölle, Mister B., Festa 2014, Übersetzer Joachim Körber, ISBN 978-3-86552-295-5
- Abarat: Absolute Midnight, Joanna Cotler Books / HarperCollins 2011, ISBN 978-0-06-029171-6
  - Abarat – In der Tiefe der Nacht, Heyne 2011, Übersetzer Falk Behr, ISBN 978-3-453-00128-2
- The Painter, the Creature, and the Father of Lies, Earthling Publications 2011, ISBN 978-0-9795054-4-7 (Sammlung von nicht-fiktionalen Prosatexten Barkers, z. B. Vorworte für diverse Bücher)
- The Scarlet Gospels, St. Martin’s Press 2015, ISBN 978-1-250-05580-4
  - Das scharlachrote Evangelium, Festa 2015, Übersetzerin Claudia Rapp, ISBN 978-3-86552-379-2

## Filmografie (Auswahl)

### Regie
- 1973: Salomé (Kurzfilm)
- 1978: Forbidden (Kurzfilm)
- 1987: Hellraiser – Das Tor zur Hölle (Hellraiser)
- 1990: Cabal – Die Brut der Nacht (Nightbreed)
- 1995: Lord of Illusions

### Drehbuch und / oder Buchvorlage
- 1973: Salomé (Kurzfilm)
- 1978: Forbidden (Kurzfilm)
- 1985: Underworld
- 1986: Rawhead Rex
- 1987: Hellraiser – Das Tor zur Hölle (Hellraiser)
- 1987: Geschichten aus der Schattenwelt (Tales from the Darkside, Fernsehserie, Episode: The Yattering and Jack)
- 1988: Hellbound – Hellraiser II (Hellbound: Hellraiser II, auch Executive Producer)
- 1990: Cabal – Die Brut der Nacht (Nightbreed)
- 1992: Candyman’s Fluch (Candyman, Buchvorlage und Executive Producer)
- 1995: Candyman 2 – Die Blutrache (Candyman: Farewell to the Flesh, Filmstory und Executive Producer)
- 1997: Quicksilver Highway (Quicksilver Highway, Buchvorlagen mit Stephen King, eine Episode)
- 2002: Saint Sinner (Clive Barker’s Saint Sinner, Fernsehfilm, auch Executive Producer)
- 2006: Masters of Horror (Fernsehserie, Episoden Valerie on the Stairs und Haeckel’s Tale)
- 2008: The Midnight Meat Train (auch Produzent)
- 2021: Candyman (Vorlage: Bücher des Blutes; The Forbidden)

### Produktion
- 1992: Hellraiser III (Executive Producer)
- 1996: Hellraiser IV – Bloodline (Executive Producer)
- 2006: Clive Barkers Die Seuche (The Plague)
- 2008: Clive Barker’s Book of Blood (Book of Blood)
- 2009: Dread
- 2022: Hellraiser – Das Schloss zur Hölle (Hellraiser)